# Wildgößl
Der Wildgößl ist ein 2062 m ü. A. hoher Berg im steirischen Teil des Toten Gebirges. Die Südflanke fällt mit mäßig geneigten Rasenhängen zum Kessel des Dreibrüdersees ab. Die Nord- und Ostseite bildet eine Steilwand von rund 1 km Länge bis zum Salzofen. Am Gipfel befindet sich eine Kassette mit Gipfelbuch.

## Aufstieg
Markierte Anstiege:
- Weg 213 vom Grundlsee bis zum Salzofen und weiter auf Weg 239